# Maki Kashimada
Maki Kashimada est une romancière japonaise née à Tokyo en 1976. Après des études au Shirayuri College, elle fait de l'écriture sa profession dès 1998.
Elle est l'auteur de plusieurs romans couronnés par plusieurs prix littéraires au Japon.
- 2005, Prix Mishima pour Roku sen do no ai, （六〇〇〇度の愛）
- 2007, Prix Noma pour Pikarudi no sando (ピカルディーの三度)
- 2012, Prix Akutagawa  pour Meido Meguri (「冥土めぐり」(“A Tour of the Netherworld - Voyage sur la terre de la mort)[2] qui raconte le voyage d'une jeune femme avec son mari handicapé et sa confrontation avec sa mère et son frère dans sa réflexion positive sur la vie. Un critique y a lu aussi une métaphore du Japon actuel[1].